# Mistrzostwa Europy U-19 w Piłce Nożnej 2025 (eliminacje)
Ten artykuł dotyczy trwającego lub niedawnego wydarzenia sportowego. Informacje w nim zamieszczone mogą się zmienić lub zdezaktualizować wraz z postępem zdarzenia. Początkowe doniesienia, wyniki lub statystyki mogą być niepewne. Ostatnie aktualizacje do tego artykułu mogą nie odzwierciedlać najbardziej aktualnych informacji.
Eliminacje do Mistrzostw Europy U-19 w piłce nożnej rozpoczęły się 9 października 2024, a zakończą się w 2025 roku. Eliminacje mają na celu wyłonienie siedmiu drużyn, które obok gospodarza, reprezentacji Rumunii zagrają w turnieju finałowym. Piłkarze urodzeni po 1 stycznia 2005 roku są dopuszczeni do gry.

## Format eliminacji
W kwalifikacjach bierze udział 53 reprezentacje, czyli wszystkie oprócz gospodarzy turnieju, Rumunii oraz zdyskwalifikowanej Rosji. Najpierw zmagania toczą się w rundzie 1, gdzie zespoły są podzielone na 13 grup. Zwycięzcy i wicemistrzowie grup zagrają w rundzie elitarnej. Zwycięzcy 7 grup tej rundy awansują do turnieju finałowego.

## Losowanie grup
Na podstawie:
Do udziału w eliminacjach zgłosiły się 53 federacje krajowe, czyli wszystkie z wyjątkiem Rosji, która jest zdyskwalifikowana, oraz gospodarzy - Rumunii. Drużyny zostały podzielone na cztery koszyki po czternaście reprezentacji i jeden koszyk siedmiozespołowy. Ze względów politycznych w jednej grupie nie mogły znaleźć się reprezentacje:
- Hiszpanii oraz Gibraltaru
- Bośni i Hercegowiny oraz Kosowa
- Kosowa oraz Serbii
- Białorusi i Ukrainy

| Koszyk 1 |
| --- |
| Włochy U-19 Francja U-19 Anglia U-19 Hiszpania U-19 Norwegia U-19 Ukraina U-19 Irlandia U-19 Izrael U-19 Czechy U-19 Serbia U-19 Turcja U-19 Niemcy U-19 Słowacja U-19 |

| Koszyk 2 |
| --- |
| Dania U-19 Grecja U-19 Polska U-19 Belgia U-19 Holandia U-19 Islandia U-19 Austria U-19 Węgry U-19 Chorwacja U-19 Szkocja U-19 Finlandia U-19 Szwecja U-19 Łotwa U-19 |

| Koszyk 3 |
| --- |
| Słowenia U-19 Bośnia i Hercegowina U-19 Armenia U-19 Szwajcaria U-19 Macedonia Północna U-19 Bułgaria U-19 Gruzja U-19 Walia U-19 Irlandia Północna U-19 Malta U-19 Cypr U-19 Kosowo U-19 Azerbejdżan U-19 |

| Koszyk 4 |
| --- |
| Czarnogóra U-19 Białoruś U-19 Luksemburg U-19 Estonia U-19 Mołdawia U-19 Kazachstan U-19 Albania U-19 Litwa U-19 Wyspy Owcze U-19 Andora U-19 San Marino U-19 Gibraltar U-19 Liechtenstein U-19 |

## I Runda
Na podstawie:
W przypadku równej liczby punktów, zespoły są klasyfikowane według następujących zasad.
1. liczba punktów zdobytych w meczach między tymi drużynami,
2. różnica bramek strzelonych w meczach tych drużyn,
3. bramki zdobyte w meczach tych drużyn,
4. bramki na wyjeździe zdobyte w meczach tych drużyn,
5. jeśli więcej niż dwie drużyny miały identyczny dorobek i po zastosowaniu powyższych zasad wciąż co najmniej dwie drużyny mają identyczny dorobek, powyższe zasady stosuje się ponownie tylko dla zainteresowanych drużyn. Jeśli nie da to rozstrzygnięcia i wciąż dwie drużyny będą miały identyczny dorobek stosuje się zasady poniżej,
6. różnica bramek we wszystkich meczach grupowych,
7. liczba strzelonych bramek we wszystkich meczach grupowych,
8. liczba strzelonych bramek we wszystkich meczach wyjazdowych,
9. liczba wygranych meczów w fazie grupowej,
10. liczba wygranych meczów wyjazdowych w fazie grupowej,
11. liczba kar indywidualnych we wszystkich meczach (1 punkt za żółtą kartkę, 3 punkty za czerwoną kartkę (również tę za dwie żółte kartki)),
12. pozycja w rankingu UEFA.

Legenda do tabelek
- Pkt – liczba punktów
- M – liczba meczów
- W – wygrane
- R – remisy
- P – porażki
- Br+ – bramki zdobyte
- Br− – bramki stracone
- +/− – różnica bramek

### Grupa 1
Wszystkie mecze tej grupy odbyły się w Holandii w dniach 13-19 listopada.
| Lp. | Drużyna              | M | Mecze | Mecze | Mecze | Bramki | Bramki | Bramki | Pkt |
| Lp. | Drużyna              | M | W     | R     | P     | +      | −      | +/−    | Pkt |
| --- | -------------------- | - | ----- | ----- | ----- | ------ | ------ | ------ | --- |
| 1.  | Holandia U-19 (A, H) | 3 | 3     | 0     | 0     | 5      | 0      | +5     | 9   |
| 2.  | Słowenia U-19 (A)    | 3 | 2     | 0     | 1     | 3      | 3      | 0      | 6   |
| 3.  | Kazachstan U-19 (E)  | 3 | 1     | 0     | 2     | 3      | 5      | −2     | 3   |
| 4.  | Ukraina U-19 (E)     | 3 | 0     | 0     | 3     | 1      | 4      | −3     | 0   |

| 13 listopada 2024 19:00 CET | Ukraina U-19 · Ponomarenko 62' (k) | 1:2(0:2)Raport | Kazachstan U-19 · 9', 35' Agimanov | Stadion Marsdijk, Assen (Holandia) Widzów: 161 Sędzia: Ante Čulina |
|                             |                                    |                |                                    |                                                                    |

| 13 listopada 2024 19:00 CET | Słowenia U-19 | 0:2(0:0)Raport | Holandia U-19 · 68' (sam.) Topalović · 82' Redmond | De Langeleegte, Veendam (Holandia) Widzów: 2 612 Sędzia: Jakob Sundberg |
|                             |               |                |                                                    |                                                                         |

| 16 listopada 2024 12:00 CET | Ukraina U-19 | 0:1(0:0)Raport | Słowenia U-19 · 49' Pejičić | De Langeleegte, Veendam (Holandia) Widzów: 173 Sędzia: Radoslav Gidzhenov |
|                             |              |                |                             |                                                                           |

| 16 listopada 2024 16:00 CET | Holandia U-19 · Konadu 3' (k) · Read 53' | 2:0(0:0)Raport | Kazachstan U-19 | Stadion Marsdijk, Assen Widzów: 824 Sędzia: Ante Čulina |
|                             |                                          |                |                 |                                                         |

| 19 listopada 2024 19:00 CET | Holandia U-19 · Sliti 39' | 1:0(0:0)Raport | Ukraina U-19 | De Langeleegte, Veendam Widzów: 2 867 Sędzia: Jakob Sundberg |
|                             |                           |                |              |                                                              |

| 19 listopada 2024 19:00 CET | Kazachstan U-19 · Sarsenbayev 76' | 1:2(0:1)Raport | Słowenia U-19 · 21', 48' Topalović | Stadion Marsdijk, Assen (Holandia) Widzów: 109 Sędzia: Radoslav Gidzhenov |
|                             |                                   |                |                                    |                                                                           |

### Grupa 2
Wszystkie mecze tej grupy odbyły się w Andorze w dniach 12-18 listopada.
| Lp. | Drużyna            | M | Mecze | Mecze | Mecze | Bramki | Bramki | Bramki | Pkt |
| Lp. | Drużyna            | M | W     | R     | P     | +      | −      | +/−    | Pkt |
| --- | ------------------ | - | ----- | ----- | ----- | ------ | ------ | ------ | --- |
| 1.  | Niemcy U-19 (A)    | 3 | 3     | 0     | 0     | 7      | 2      | +5     | 9   |
| 2.  | Węgry U-19 (A)     | 3 | 2     | 0     | 1     | 5      | 3      | +2     | 6   |
| 3.  | Cypr U-19 (E)      | 3 | 1     | 0     | 2     | 3      | 6      | −3     | 3   |
| 4.  | Andora U-19 (E, H) | 3 | 0     | 0     | 3     | 0      | 4      | −4     | 0   |

| 12 listopada 2024 15:00 CET | Cypr U-19 · Tzouliou 45+5' | 1:3(1:1)Raport | Węgry U-19 · 21' Németh · 51' Vidnyánszky · 65' Varga | Centre d’Entrenament FAF, Andora (Andora) Widzów: 23 Sędzia: Amine Kourgheli |
|                             |                            |                |                                                       |                                                                              |

| 12 listopada 2024 19:00 CET | Niemcy U-19 · Ramsak 8' · Brunner 55' (k) | 2:0(1:0)Raport | Andora U-19 | Centre d’Entrenament FAF, Andora (Andora) Widzów: 407 Sędzia: Sayat Karabayev |
|                             |                                           |                |             |                                                                               |

| 15 listopada 2024 15:00 CET | Niemcy U-19 · Brunner 29' (k), 57' · Darvich 38' | 3:1(2:0)Raport | Cypr U-19 · 72' Poursaitides | Centre d’Entrenament FAF, Andora (Andora) Widzów: 50 Sędzia: Jamie Robinson |
|                             |                                                  |                |                              |                                                                             |

| 15 listopada 2024 19:00 CET | Węgry U-19 · Németh 82' | 1:0(0:0)Raport | Andora U-19 | Centre d’Entrenament FAF, Andora (Andora) Widzów: 430 Sędzia: Sayat Karabayev |
|                             |                         |                |             |                                                                               |

| 18 listopada 2024 19:00 CET | Węgry U-19 · Simon 44' (k) | 1:2(1:0)Raport | Niemcy U-19 · 75' Ramsak · 78' Brunner | Centre d’Entrenament FAF, Andora (Andora) Widzów: 55 Sędzia: Amine Kourgheli |
|                             |                            |                |                                        |                                                                              |

| 18 listopada 2024 19:00 CET | Andora U-19 | 0:1(0:1)Raport | Cypr U-19 · 7' Nikolaou | Estadi Nacional, Andora Widzów: 280 Sędzia: Jamie Robinson |
|                             |             |                |                         |                                                            |

### Grupa 3
Wszystkie mecze tej grupy odbyły się w Bułgarii w dniach 13-19 listopada.
| Lp. | Drużyna           | M | Mecze | Mecze | Mecze | Bramki | Bramki | Bramki | Pkt |
| Lp. | Drużyna           | M | W     | R     | P     | +      | −      | +/−    | Pkt |
| --- | ----------------- | - | ----- | ----- | ----- | ------ | ------ | ------ | --- |
| 1.  | Anglia U-19       | 0 | 0     | 0     | 0     | 0      | 0      | 0      | 0   |
| 2.  | Belgia U-19       | 0 | 0     | 0     | 0     | 0      | 0      | 0      | 0   |
| 3.  | Bułgaria U-19 (H) | 0 | 0     | 0     | 0     | 0      | 0      | 0      | 0   |
| 4.  | Litwa U-19        | 0 | 0     | 0     | 0     | 0      | 0      | 0      | 0   |

### Grupa 4
Wszystkie mecze tej grupy odbyły się w Polsce w dniach 9-15 października.
| Lp. | Drużyna            | M | Mecze | Mecze | Mecze | Bramki | Bramki | Bramki | Pkt |
| Lp. | Drużyna            | M | W     | R     | P     | +      | −      | +/−    | Pkt |
| --- | ------------------ | - | ----- | ----- | ----- | ------ | ------ | ------ | --- |
| 1.  | Polska U-19 (A, H) | 3 | 3     | 0     | 0     | 13     | 0      | +13    | 9   |
| 2.  | Turcja U-19 (A)    | 3 | 2     | 0     | 1     | 9      | 3      | +6     | 6   |
| 3.  | Malta U-19 (E)     | 3 | 1     | 0     | 2     | 2      | 9      | −7     | 3   |
| 4.  | Gibraltar U-19 (E) | 3 | 0     | 0     | 3     | 1      | 13     | −12    | 0   |

| 9 października 2024 12:00 CEST | Turcja U-19 · Akçiçek 14' · Dilek 24', 48' · Vural 37' · Gürpüz 46', 55' · Usluoğlu 69' | 7:0(3:0)Raport | Gibraltar U-19 | Stadion Miejski im. Grzegorza Lato, Mielec (Polska) Sędzia: Miloš Gigović |
|                                |                                                                                         |                |                |                                                                           |

| 9 października 2024 18:00 CEST | Malta U-19 | 0:6(0:2)Raport | Polska U-19 · 30', 45', 62' Mikołajewski · 59' Orlikowski · 82' Rybak · 85' Nowakowski | Stadion Miejski im. Grzegorza Lato, Mielec (Polska) Sędzia: Granit Maqedonci |
|                                |            |                |                                                                                        |                                                                              |

| 12 października 2024 12:00 CEST | Turcja U-19 · Avcı 49' · Gürpüz 54' | 2:0(0:0)Raport | Malta U-19 | Podkarpackie Centrum Piłki Nożnej, Stalowa Wola (Polska) Sędzia: Jasper Vergoote |
|                                 |                                     |                |            |                                                                                  |

| 12 października 2024 18:00 CEST | Polska U-19 · Szala 10' · Nowakowski 33' · Kądziołka 53' · Paryzek 76' | 4:0(2:0)Raport | Gibraltar U-19 | Podkarpackie Centrum Piłki Nożnej, Stalowa Wola Sędzia: Miloš Gigović |
|                                 |                                                                        |                |                |                                                                       |

| 15 października 2024 13:00 CEST | Polska U-19 · Mikołajewski 39', 78' (k) · Borys 90+1' | 3:0(1:0)Raport | Turcja U-19 | Podkarpackie Centrum Piłki Nożnej, Stalowa Wola Sędzia: Jasper Vergoote |
|                                 |                                                       |                |             |                                                                         |

| 15 października 2024 13:00 CEST | Gibraltar U-19 · Chipolina 53' (k) | 1:2(0:1)Raport | Malta U-19 · 18' Melillo · 73' (k) Agius | Stadion Miejski im. Grzegorza Lato, Mielec (Polska) Sędzia: Granit Maqedonci |
|                                 |                                    |                |                                          |                                                                              |

### Grupa 5
Wszystkie mecze tej grupy odbyły się w Szkocji w dniach 13-19 listopada.
| Lp. | Drużyna            | M | Mecze | Mecze | Mecze | Bramki | Bramki | Bramki | Pkt |
| Lp. | Drużyna            | M | W     | R     | P     | +      | −      | +/−    | Pkt |
| --- | ------------------ | - | ----- | ----- | ----- | ------ | ------ | ------ | --- |
| 1.  | Francja U-19       | 0 | 0     | 0     | 0     | 0      | 0      | 0      | 0   |
| 2.  | Szkocja U-19 (H)   | 0 | 0     | 0     | 0     | 0      | 0      | 0      | 0   |
| 3.  | Walia U-19         | 0 | 0     | 0     | 0     | 0      | 0      | 0      | 0   |
| 4.  | Liechtenstein U-19 | 0 | 0     | 0     | 0     | 0      | 0      | 0      | 0   |

### Grupa 6
Wszystkie mecze tej grupy odbyły się w Finlandii w dniach 9-15 października.
| Lp. | Drużyna            | M | Mecze | Mecze | Mecze | Bramki | Bramki | Bramki | Pkt |
| Lp. | Drużyna            | M | W     | R     | P     | +      | −      | +/−    | Pkt |
| --- | ------------------ | - | ----- | ----- | ----- | ------ | ------ | ------ | --- |
| 1.  | Finlandia U-19 (H) | 2 | 2     | 0     | 0     | 6      | 0      | +6     | 6   |
| 2.  | Szwajcaria U-19    | 2 | 1     | 0     | 1     | 1      | 1      | 0      | 3   |
| 3.  | Czechy U-19        | 2 | 1     | 0     | 1     | 2      | 1      | +1     | 3   |
| 4.  | San Marino U-19    | 2 | 0     | 0     | 2     | 0      | 7      | −7     | 0   |

| 9 października 2024 12:00 CEST | Czechy U-19 · Konečný 82' · Pikolon 89' | 2:0(0:0)Raport | San Marino U-19 | Myyrmäen jalkapallostadion, Vantaa (Finlandia) Sędzia: Bulat Sariyev |
|                                |                                         |                |                 |                                                                      |

### Grupa 7
Wszystkie mecze tej grupy odbyły się w Mołdawii w dniach 13-19 listopada.
| Lp. | Drużyna           | M | Mecze | Mecze | Mecze | Bramki | Bramki | Bramki | Pkt |
| Lp. | Drużyna           | M | W     | R     | P     | +      | −      | +/−    | Pkt |
| --- | ----------------- | - | ----- | ----- | ----- | ------ | ------ | ------ | --- |
| 1.  | Irlandia U-19     | 0 | 0     | 0     | 0     | 0      | 0      | 0      | 0   |
| 2.  | Islandia U-19     | 0 | 0     | 0     | 0     | 0      | 0      | 0      | 0   |
| 3.  | Azerbejdżan U-19  | 0 | 0     | 0     | 0     | 0      | 0      | 0      | 0   |
| 4.  | Mołdawia U-19 (H) | 0 | 0     | 0     | 0     | 0      | 0      | 0      | 0   |

### Grupa 8
Wszystkie mecze tej grupy odbyły się w Grecji w dniach 13-19 listopada.
| Lp. | Drużyna                   | M | Mecze | Mecze | Mecze | Bramki | Bramki | Bramki | Pkt |
| Lp. | Drużyna                   | M | W     | R     | P     | +      | −      | +/−    | Pkt |
| --- | ------------------------- | - | ----- | ----- | ----- | ------ | ------ | ------ | --- |
| 1.  | Włochy U-19               | 0 | 0     | 0     | 0     | 0      | 0      | 0      | 0   |
| 2.  | Grecja U-19 (H)           | 0 | 0     | 0     | 0     | 0      | 0      | 0      | 0   |
| 3.  | Bośnia i Hercegowina U-19 | 0 | 0     | 0     | 0     | 0      | 0      | 0      | 0   |
| 4.  | Czarnogóra U-19           | 0 | 0     | 0     | 0     | 0      | 0      | 0      | 0   |

### Grupa 9
Wszystkie mecze tej grupy odbyły się w Szwecji w dniach 13-19 listopada.
| Lp. | Drużyna          | M | Mecze | Mecze | Mecze | Bramki | Bramki | Bramki | Pkt |
| Lp. | Drużyna          | M | W     | R     | P     | +      | −      | +/−    | Pkt |
| --- | ---------------- | - | ----- | ----- | ----- | ------ | ------ | ------ | --- |
| 1.  | Norwegia U-19    | 0 | 0     | 0     | 0     | 0      | 0      | 0      | 0   |
| 2.  | Szwecja U-19 (H) | 0 | 0     | 0     | 0     | 0      | 0      | 0      | 0   |
| 3.  | Gruzja U-19      | 0 | 0     | 0     | 0     | 0      | 0      | 0      | 0   |
| 4.  | Estonia U-19     | 0 | 0     | 0     | 0     | 0      | 0      | 0      | 0   |

### Grupa 10
Wszystkie mecze tej grupy odbyły się w Kosowie w dniach 13-19 listopada.
| Lp. | Drużyna          | M | Mecze | Mecze | Mecze | Bramki | Bramki | Bramki | Pkt |
| Lp. | Drużyna          | M | W     | R     | P     | +      | −      | +/−    | Pkt |
| --- | ---------------- | - | ----- | ----- | ----- | ------ | ------ | ------ | --- |
| 1.  | Hiszpania U-19   | 0 | 0     | 0     | 0     | 0      | 0      | 0      | 0   |
| 2.  | Austria U-19     | 0 | 0     | 0     | 0     | 0      | 0      | 0      | 0   |
| 3.  | Kosowo U-19 (H)  | 0 | 0     | 0     | 0     | 0      | 0      | 0      | 0   |
| 4.  | Wyspy Owcze U-19 | 0 | 0     | 0     | 0     | 0      | 0      | 0      | 0   |

### Grupa 11
Wszystkie mecze tej grupy odbyły się w Albanii w dniach 13-19 listopada.
| Lp. | Drużyna                | M | Mecze | Mecze | Mecze | Bramki | Bramki | Bramki | Pkt |
| Lp. | Drużyna                | M | W     | R     | P     | +      | −      | +/−    | Pkt |
| --- | ---------------------- | - | ----- | ----- | ----- | ------ | ------ | ------ | --- |
| 1.  | Izrael U-19            | 0 | 0     | 0     | 0     | 0      | 0      | 0      | 0   |
| 2.  | Dania U-19             | 0 | 0     | 0     | 0     | 0      | 0      | 0      | 0   |
| 3.  | Irlandia Północna U-19 | 0 | 0     | 0     | 0     | 0      | 0      | 0      | 0   |
| 4.  | Albania U-19 (H)       | 0 | 0     | 0     | 0     | 0      | 0      | 0      | 0   |

### Grupa 12
Wszystkie mecze tej grupy odbyły się w Luksemburgu w dniach 9-15 października.
| Lp. | Drużyna                 | M | Mecze | Mecze | Mecze | Bramki | Bramki | Bramki | Pkt |
| Lp. | Drużyna                 | M | W     | R     | P     | +      | −      | +/−    | Pkt |
| --- | ----------------------- | - | ----- | ----- | ----- | ------ | ------ | ------ | --- |
| 1.  | Słowacja U-19 (A)       | 2 | 2     | 0     | 0     | 5      | 1      | +4     | 6   |
| 2.  | Luksemburg U-19 (H)     | 2 | 1     | 0     | 1     | 4      | 4      | 0      | 3   |
| 3.  | Łotwa U-19              | 2 | 0     | 1     | 1     | 3      | 4      | −1     | 1   |
| 4.  | Macedonia Północna U-19 | 2 | 0     | 1     | 1     | 1      | 4      | −3     | 1   |

### Grupa 13
Wszystkie mecze tej grupy odbyły się w Chorwacji w dniach 13-19 listopada.
| Lp. | Drużyna            | M | Mecze | Mecze | Mecze | Bramki | Bramki | Bramki | Pkt |
| Lp. | Drużyna            | M | W     | R     | P     | +      | −      | +/−    | Pkt |
| --- | ------------------ | - | ----- | ----- | ----- | ------ | ------ | ------ | --- |
| 1.  | Serbia U-19        | 0 | 0     | 0     | 0     | 0      | 0      | 0      | 0   |
| 2.  | Chorwacja U-19 (H) | 0 | 0     | 0     | 0     | 0      | 0      | 0      | 0   |
| 3.  | Armenia U-19       | 0 | 0     | 0     | 0     | 0      | 0      | 0      | 0   |
| 4.  | Białoruś U-19      | 0 | 0     | 0     | 0     | 0      | 0      | 0      | 0   |

## Runda Elitarna
Drużyny:

- Holandia U-19
- Niemcy U-19
- Polska U-19
- Portugalia U-19
- Słowacja U-19
- Słowenia U-19
- Turcja U-19
- Węgry U-19

## Strzelcy

### 5 goli
- Daniel Mikołajewski

### 4 gole
- Paris Brunner

### 3 gole
- Gökdeniz Gürpüz

### 2 gole
- Robert Ramsak
- Kacper Nowakowski
- Luka Topalović
- Yalın Dilek
- Tamerlan Agimanov
- Hunor Németh

### 1 gol
- Andreas Nikolaou
- Constantinos Poursaitides
- Dimitrianos Tzouliou
- Mikuláš Konečný
- Samuel Pikolon
- Lee Chipolina
- Don-Angelo Konadu
- Givairo Read
- Zépiqueno Redmond
- Aymen Sliti
- Yerassyl Sarsenbayev
- Nicholas Agius
- Thomas Melillo
- Noah Darvich
- Karol Borys
- Szymon Kądziołka
- Igor Orlikowski
- Patryk Paryzek
- Alan Rybak
- Dominik Szala
- David Pejičić
- Yusuf Akçiçek
- Doğanay Avcı
- Arda Usluoğlu
- İsak Vural
- Matwij Ponomarenko
- Benedek Simon
- Zétény Varga
- Mátyás Vidnyánszky

### Gole samobójcze
- Luka Topalović (dla Holandii)